# متحف إنتربيد
متحف إنتربيد  هو متحف عسكري وتاريخي بحري يقع في مدينة نيويورك، الولايات المتحدة. يقع المتحف في الرصيف رقم 86 عند شارع 46، على نهر هدسون، في حي هيلز كيتشن على الجانب الغربي من مانهاتن.
يتكون المتحف في معظمه من معروضات وطائرات ومركبات فضائية معروضة على متن السفينة الحربية يو إس إس إنتربيد، وهي حاملة طائرات تعود إلى حقبة الحرب العالمية الثانية ومُصنّفة كـ"معلم تاريخي وطني"، بالإضافة إلى غواصة صواريخ كروز تُدعى يو إس إس جروولر، وطائرة كونكورد معروضة على الرصيف.
```
يدير المتحف مؤسسة متحف إنتربيد، وهي منظمة غير ربحية تأسست عام 1979.
```

تم اقتراح إنشاء المتحف في أواخر سبعينيات القرن الماضي كوسيلة للحفاظ على حاملة الطائرات إنتربيد، وافتُتح رسميًا في 3 أغسطس 1982. لكن المؤسسة واجهت صعوبات في جذب الزوار، ما اضطرها إلى تقديم طلب حماية من الإفلاس عام 1985.
```
في أواخر الثمانينيات، حصلت المؤسسة على غواصة يو إس إس جروولر والمدمرة يو إس إس إدسون لجذب الزوار وزيادة الإيرادات، رغم أن المتحف استمر في عدم تحقيق الأرباح حتى تسعينيات القرن الماضي.
```

شهد المتحف ترميمًا بسيطًا عام 1998 بعد أن بدأ في تحقيق أرباح.
```
وفي الفترة ما بين 2006 و2008، تم إغلاق المتحف بالكامل لإجراء عملية ترميم شاملة بتكلفة 115 مليون دولار.
وفي عام 2012، تم افتتاح جناح جديد مخصص لمركبة الفضاء "إنتربرايز".
```

يمتد متحف إنتربيد على ثلاثة طوابق من حاملة الطائرات، وهي من الأعلى إلى الأسفل: سطح الطيران، وسطح الحظيرة، وسطح المعرض.
```
تتكوّن معظم مجموعة المتحف من طائرات، العديد منها كان مستخدمًا من قبل القوات المسلحة الأمريكية.
ومن أبرز المعروضات:
```

طائرة كونكورد SST
طائرة الاستطلاع الأسرع من الصوت لوكهيد A-12
مركبة الفضاء إنتربرايز
يضم طابق الحظيرة وطابق المعرض العديد من الفعاليات مثل صالات عرض، ومسرح، وأجهزة محاكاة الطيران، بالإضافة إلى معروضات فردية مثل قمرة قيادة وتوربين هوائي.
```
تم بيع أو إزالة عدد من المعروضات الأخرى من المتحف على مر السنين.
```

ويُعد المتحف أيضًا مكانًا يُستخدم لإقامة الفعاليات المجتمعية والوطنية مثل أسبوع الأسطول ومراسم توزيع الجوائز، بالإضافة إلى برامج تعليمية.

## التاريخ
يو إس إس إنتربيد، وهي حاملة طائرات من فئة "إسيكس"، تم تدشينها عام 1943. شاركت في الحرب العالمية الثانية والحرب الكورية وحرب فيتنام، كما كانت سفينة استعادة لمهام الفضاء.
```
وبعد إيقافها عن الخدمة في أواخر السبعينيات، كان من المقرر أن تُلغى ويتم تفكيكها، لكن منظمة غير ربحية تُدعى "أوديسيز إن فلايت"، أسسها مايكل دي. بيكولا وبروس شيرير، رغبت في تحويل السفينة إلى متحف عائم.
```

في البداية، خططت المنظمة لإنقاذ حاملتي الطائرات ليكسينغتون أو فرانكلين دي. روزفلت، لكن تم اختيار "إنتربيد".
```
وطلبت البحرية الأمريكية من المنظمة جمع 3 ملايين دولار لصيانة السفينة. ونظمت المنظمة معرضًا في مبنى 6 
مركز التجارة العالمي
 للحصول على الدعم، وتمكنت بحلول مارس 1979 من جمع 2 مليون دولار.
```

كان أحد أكبر الداعمين للمشروع هو مطور العقارات المحلي زاكاري فيشر، الذي أسس مؤسسة متحف إنتربيد في مارس 1978، وتبرع بأكثر من 25 مليون دولار للمتحف خلال حياته. كان فيشر متحمسًا للمشروع، واستطاع جذب داعمين بارزين مثل الإعلامي آرثر غودفري والممثلة مورين أوهارا. كما رأت البحرية أن المشروع يمكن أن يفيد في عمليات تجنيد الأفراد.
في منتصف أبريل 1981، أعلن العمدة إد كوتش عن خطة تحويل "إنتربيد"، وفي 27 أبريل 1981، نقلت البحرية الأمريكية ملكية السفينة إلى زاكاري فيشر، بصفته رئيس المؤسسة غير الربحية.
```
بلغت تكلفة تحويل السطحين العلويين للسفينة 22 مليون دولار، تم تمويلها من خلال:
```

2.4 مليون دولار من التبرعات الخاصة،
15.2 مليون دولار من السندات المعفاة من الضرائب،
و4.5 مليون دولار من وزارة الإسكان والتنمية الحضرية الأمريكية (HUD)، رغم أن المشروع "لم يكن له علاقة بالإسكان".
سمح مجلس التقدير في مدينة نيويورك للمؤسسة ببيع السندات في ديسمبر 1980، وتم بيعها للجمهور في يوليو 1981.  
و شملت أعمال الترميم:
- إنشاء مسرح
- وضع عدد من الطائرات على سطح "إنتربيد"،
- إنشاء قاعات عرض جوية وبحرية،
- استعادة جسور الملاحة والتحكم بالطيران.

كما أنفقت المدينة نحو 2.5 مليون دولار لترميم الرصيف 86 على الجانب الغربي من مانهاتن حيث تم ربط السفينة.
و استأجر المتحف الرصيف من المدينة لمدة 33 عامًا مقابل 50,000 دولار سنويًا، بالإضافة إلى مدفوعات سنوية بدل ضرائب بلغت 400,000 دولار. 
تم سحب إنتربيد إلى موقعها الدائم في الرصيف 86 في يونيو 1982، وأقيم افتتاح تجريبي في 4 يوليو، ثم تم افتتاح المتحف رسميًا في 3 أغسطس 1982 باسم متحف إنتربيد للبحر والجو والفضاء.
```
وبذلك أصبحت "إنتربيد" ثاني حاملة طائرات أمريكية تُحول إلى متحف، بعد "
يو إس إس يوركتاون
".
تولى لاري ساوينسكي منصب مدير المعارض بالمتحف.
```

عند افتتاحه، عرض المتحف عدة طائرات ومركبات فضائية، كما احتوى على معرض عن تاريخ حاملات الطائرات في بداياتها.
```
لكن صالات العرض في طابق الحظيرة (بما في ذلك قاعة "بايونير" وقاعة "البحرية")، والمسرح، لم تكن مكتملة.
وكان من المخطط إنشاء مدارس بحرية وجوية في الطابقين السفليين، بتكلفة متوقعة تبلغ 22 مليون دولار.
```

وضم المتحف 50 موظفًا بأجر يعملون غالبًا في الكافيتريا، ومتجر الهدايا، وشباك التذاكر، بالإضافة إلى 100 متطوع ساعدوا في المعروضات والتوسعات.